# Pani Mikołajowa (film 1996)
Pani Mikołajowa (ang. Mrs. Santa Claus) – amerykański film muzyczny z 1996 roku w reżyserii Terry'ego Hughesa. Został nakręcony dla telewizji i po raz pierwszy emitowany w stacji CBS 8 grudnia 1996 roku.

Film zdobył nagrodę Emmy za stylizację fryzur.

## Obsada
- Angela Lansbury jako pani Mikołajowa
- Charles Durning jako święty Mikołaj
- Michael Jeter jako Arvo
- Debra Wiseman jako Sadie Lowenstein
- Rosalind Harris jako pani Lowenstein
- David Norona jako Marcello Damoroco
- Lynsey Bartilson jako Nora Kilkenny
- Terrence Mann jako Augustus P. Tavish
- Bryan Murray jako policjant Doyle

## Opis fabuły
Akcja filmu dzieje się w grudniu 1910 roku. Święty Mikołaj (Charles Durning) zajęty swoimi obowiązkami przed świętami, nie może towarzyszyć w podróży pani Mikołajowej (Angela Lansbury). Film opowiada o jej samotnej wyprawie z zaprzęgiem oraz przymusowym lądowaniu w Nowym Jorku z powodu kontuzji nogi jednego z reniferów (Cupid). Pani Mikołajowa, jako Mrs. North, poznaje w tym mieście wielu przyjaciół, zarówno dorosłych jak i dzieci.  Angażuje się w sprawy socjalne i prawo kobiet do głosowania.